# NGC 4792
NGC 4792 este o galaxie lenticulară situată în constelația Corbul. A fost descoperită în 1882 de către Ernst Wilhelm Tempel. Se află la o distanță de 52,24 de megaparseci de Pământ.